# سست
سست (بالفارسية: سست) هي قرية تقع في قسم روئين الريفي (مقاطعة إسفراين) في إيران. يقدر عدد سكانها بـ 2,586 نسمة .